# Сластиха (Смоленская область)
Это статья о деревне в Смоленской области, об одноимённой деревне в Нижегородской области см. статью Сластиха.
Сластиха — деревня в Холм-Жирковском районе Смоленской области России. Входит в состав Томского сельского поселения. По состоянию на 2007 год постоянного населения не имеет. 
Расположена в северной части области в 16 км к юго-западу от Холм-Жирковского, в 41 км юго-восточнее автодороги Р136 Смоленск — Нелидово, на берегу реки Трасливка. В 4 км восточнее деревни расположена железнодорожная станция Игоревская на линии Дурово — Владимирский Тупик.

## История
В годы Великой Отечественной войны деревня была оккупирована гитлеровскими войсками в октябре 1941 года, освобождена в марте 1943 года.